# 島根県道49号上阿井八川線
島根県道49号上阿井八川線（しまねけんどう49ごう かみあいやかわせん）は、島根県仁多郡奥出雲町を通る主要地方道（島根県道）である。

## 概要

### 路線データ
- 起点：仁多郡奥出雲町上阿井（国道432号交点）
- 終点：仁多郡奥出雲町八川（国道314号交点）

## 歴史
- 1993年（平成5年）5月11日 - 建設省から、県道上阿井八川線が上阿井八川線として主要地方道に指定される[1]。

## 路線状況
通行不能区間は並行して通る大規模林道日野金城線で迂回することができる。ただし、旧仁多町・横田町境にあるトンネルには照明がない。
島根県道25号玉湯吾妻山線を境にして東側はかなり改良されているが、西側は大規模林道の存在もあってかあまり進んでいない。通行不能を予告する標識もないばかりか案内も不十分である。
なお終点付近の国道314号からは島根県道218号八川停車場線が分岐している。

### 通行不能区間
- 島根県仁多郡奥出雲町下阿井 - 島根県仁多郡奥出雲町小馬木（こまき）

### 重複区間
- 島根県道25号玉湯吾妻山線（仁多郡奥出雲町小馬木（こまき） - 仁多郡奥出雲町大馬木（おおまき））

## 地理

### 通過する自治体
- 仁多郡奥出雲町

### 交差する道路
| 交差する道路                          | 交差する場所       | 交差する場所 |
| ------------------------------------- | ------------------ | ------------ |
| 国道432号                             | 上阿井             | 起点         |
| 大規模林道日野金城線                  | 下阿井             |              |
| 通行不能区間                          |                    |              |
| 大規模林道日野金城線 小馬木地区農道   | 小馬木（こまき）   |              |
| 小馬木地区農道                        | 小馬木             |              |
| 島根県道25号玉湯吾妻山線 重複区間起点 | 小馬木             |              |
| 島根県道・広島県道110号奥出雲高野線   | 小馬木             |              |
| 島根県道25号玉湯吾妻山線 重複区間終点 | 大馬木（おおまき） |              |
| 国道314号                             | 八川               | 終点         |